# Rolls-Royce Hawk
Il Rolls-Royce Hawk  era un motore aeronautico in linea a 6 cilindri prodotto dalla britannica Rolls-Royce Limited tra il 1915 e il 1918. In pratica era ottenuto utilizzando una singola bancata di un Eagle.
Ne furono prodotte 201 unità che vennero utilizzate sui dirigibili da pattugliamento costiero SSZ.